# Chočské podhorie
Chočské podhorie  je geomorfologickou částí Liptovské kotliny. Zabírá pás území na severozápad od Liptovské Mary, severovýchodně od Ružomberka. 

## Polohopis
Území se nachází v západní polovině Podtatranské kotliny, na severozápadním okraji podcelku Liptovská kotlina. Zjednodušeně lze území Chočské podhůří vymezit údolími Likavka na západě, Váhu na jihu a Kvačianky a Suchého potoka na východě. Na východě a jihu navazuje Liptovská kotlina částmi Matiašovské háje, Smrečianska pahorkatina a Liptovské nivy. V blízkosti Ružomberka sousedí Šípská Fatra, podcelek Velké Fatry a severní okraj vymezuje úpatí Chočských vrchů a jejich částí Choč, Sielnické vrchy a Prosečné. Na severovýchodě se Chočské podhorie krátkým úsekem dotýká Sivý vrch, geomorfologická část Tater. 
Ze severně situovaných Západních Tater a Chočských vrchů tečou do Liptovské kotliny víceré vodní toky, z nich nejvýznamnější jsou Likavka, Teplianka, Sestrč a Kvačianka.  Všechny ústí do řeky Váh, jejímuž povodí toto území patří. Východním okrajem vede silnice II / 584 ( Liptovský Mikuláš - Zuberec ), jihozápadní částí se buduje dálnice D1. 

## Ochrana území
Severozápadní část Liptovské kotliny leží vně ochranného pásma, či přímo území Tatranského národního parku, jehož okraj vede hranicí části Sivý vrch. Zvláště chráněnými lokalitami jsou chráněný areál Sielnický borovicový háj, přírodní památka Bešeňovské travertíny, Lúčanské travertíny a Skalná päsť, národní přírodní památka Lúčanský vodopád a Liskovská jeskyně, přírodní rezervace Mohylky a Turické dubiny. Severního okraje se dotýká národní přírodní rezervace Suchá dolina, Kvačianska dolina a Prosiecká dolina. 

## Turismus
Atraktivitu této části Liptovské kotliny dodává široká paleta přírodních i historických zajímavostí, jako i blízkost poutavých turistických cílů. Mezi nejnavštěvovanější lokality v Chočských podhůří patří Liptovský a Likavský hrad, Archeoskanzen Havránok či Liskovská jeskyně. Z přírodních lákadel dominuje okolí lázní Lúčky a sousední soutěsky Suché, Kvačianské a Prosiecké doliny .

### Turistické trasy
- po  červené trase:
  - z Kvačian přes Kvačianskou dolinu do obce Huty
  - z obce Vlachy přes Havránok na Liptovský hrad
  - z Lúčok na Velký Choč
  - z Ružomberka přes Likavku na Likavský hrad
- po  modré trase:
  - z Likavky na rozc. Stredná Poľana
  - z Prosieka přes Prosieckou dolinu do obce Veľké Borové
- po  zelené trase z Liptovské Anny na Pravnáč (1206 m n. m.)
- po  žluté trase:
  - z Liskovej na rozcestí Pod Smrekovom
  - z Kalameny na Liptovský hrad
  - z ústí Kvačianské do ústí Prosiecké doliny [3]